# Zbrudzewo
Zbrudzewo (prononciation : [zbruˈd͡zɛvɔ]) est un village polonais de la gmina de Śrem dans le powiat de Śrem de la voïvodie de Grande-Pologne dans le centre-ouest de la Pologne.
Il se situe à environ 4 kilomètres au nord de Śrem (siège de la gmina et du powiat) et à 33 kilomètres au sud de Poznań (capitale régionale).

## Histoire
De 1815 à 1919, Zbrudzewo fait partie de l'arrondissement de Schrimm dans le district de Posen au sein de la province de Posnanie.
De 1975 à 1998, le village faisait partie du territoire de la voïvodie de Poznań.

Depuis 1999, Zbrudzewo est situé dans la voïvodie de Grande-Pologne.
Le village possède une population de 560 habitants.